# Monte Cinto
O Monte Cinto (em corso: Monte Cintu) é o ponto culminante da Córsega. O topo está a 2706 metros de altitude, o que adicionado ao facto de estar numa ilha o torna numa das montanhas da Europa de maior proeminência topográfica.

Monte Cinto 3D